# قرار مجلس الأمن التابع للأمم المتحدة رقم 1294
قرار مجلس الأمن التابع للأمم المتحدة رقم 1294، المتخذ بالإجماع في 13 أبريل 2000، بعد إعادة التأكيد على القرار 696 (1991) وجميع القرارات اللاحقة بشأن أنغولا، ولا سيما القرار 1268 (1999)، مدد المجلس ولاية مكتب الأمم المتحدة في أنغولا حتى 15 أكتوبر 2000.
وأكد المجلس من جديد أن وجود الأمم المتحدة في أنغولا سيسهم في تعزيز المصالحة الوطنية وحقوق الإنسان والسلام والأمن. وأيد قرار الأمين العام كوفي عنان بتمديد ولاية مكتب الأمم المتحدة في أنغولا، وطلب منه مواصلة الجهود لتنفيذ ولايته وتقديم تقرير كل ثلاثة أشهر عن التدابير التي يمكن أن يتخذها مجلس الأمن لتعزيز السلام في أنغولا.

## روابط خارجية
- نص القرار في undocs.org